# NGC 1606
NGC 1606 este o galaxie lenticulară situată în constelația Eridanul. A fost descoperită în 14 ianuarie 1849 de către William Parsons, 3rd Earl of Rosse⁠(d).